# Lipotriches lubumbashica
Lipotriches lubumbashica är en biart som först beskrevs av Cockerell 1943.  Lipotriches lubumbashica ingår i släktet Lipotriches och familjen vägbin. Inga underarter finns listade i Catalogue of Life.